# Denaturacja DNA

DNA (liniami przerywanymi zaznaczono wiązania wodorowe)

Denaturacja DNA, topnienie DNA, mięknięcie DNA – separacja podwójnej nici DNA na dwie pojedyncze wskutek zerwania wiązań wodorowych między nimi. 
Dwuniciowa helikalna struktura DNA jest względnie stabilna dzięki wiązaniom wodorowym między zasadami oraz oddziaływaniom warstwowym nakładających się zasad. Dodatkowo helisa ulega solwatacji, powodującej wytwarzanie się powłoki hydratacyjnej z cząsteczek wody wokół DNA. Oddziaływania te trzeba przezwyciężyć, jeżeli chce się przeprowadzić proces denaturacji DNA.
Dwie nici DNA ulegają wyraźnemu rozdzieleniu po inkubacji w roztworach o pH powyżej 12 i poniżej 2, ze względu na jonizację zasad. Jonizacja ta powoduje zmianę właściwości tworzenia wiązań wodorowych przez zasady, która prowadzi do zaburzenia normalnych wiązań wodorowych typu Watsona-Cricka między A i T oraz C i G. Dodatkowo przy bardzo wysokim lub niskim pH powłoka hydratacyjna otaczająca cząsteczkę DNA ulega zaburzeniu, destabilizując nakładanie się par zasad. Poddanie DNA działaniu kwasu prowadzi do depurynacji i depirymidynacji – utraty zasad przez trawienie wiązania glikozydowego. Wiązanie fosfodiestrowe w miejscach pozbawionych zasad staje się bardziej podatne na hydrolizę, wobec czego silne kwasy wywołują degradację DNA. Ze względu na to, że pojedyncze nici DNA są stosunkowo stabilne w środowisku alkalicznym, denaturację przeprowadza się zazwyczaj właśnie w takich warunkach.

## Temperatura topnienia DNA

Wyznaczenie temperatury topnienia kwasu nukleinowego z wykorzystaniem efektu hiperchromowego

Wzrost temperatury DNA destabilizuje podwójną helisę, wywołując rozdzielenie nici. Ciepło zaburza zarówno wiązania wodorowe, jak i powłokę hydratacyjną, prowadząc do zmniejszenia sił utrzymujących obie nici razem. Eksperymentalnie stwierdzono liniową zależność między zawartością G+C a temperaturą rozdzielenia się nici DNA (rozdzielenie pary GC wymaga zerwania trzech wiązań wodorowych, a pary AT tylko dwóch). Temperatura ta jest wyższa dla dłuższych dupleksów; zależy także od modyfikacji obecnych w resztach nukleotydowych (które w zależności od swojego charakteru mogą ją podwyższać lub obniżać). Temperaturę, w której 50% składu próbki DNA ulega denaturacji, nazywa się temperaturą topnienia DNA (lub temperaturą mięknięcia DNA), Tm (taki sam parametr określa się dla dupleksów innych kwasów nukleinowych, na przykład RNA:RNA lub RNA:DNA). 
Denaturację DNA można oceniać na wiele sposobów. Jedną z metod jest pomiar charakterystycznego wzrostu absorbancji przy 260 nm, czyli efektu hiperchromowego. Jest on spowodowany silniejszą absorpcją światła w tym zakresie przez zasady, które nie są uwikłane w wiązania wodorowe z nicią komplementarną. Inne metody polegają na użyciu enzymów specyficznych dla jednoniciowego DNA, między innymi nukleazy S1.

## Renaturacja
Szybka zmiana warunków, na przykład gwałtowne ochłodzenie próbki DNA po denaturacji termicznej, powoduje przejście rozdzielonych nici w nieuporządkowaną strukturę solenoidu. W tej konformacji dwie nici nie mogą na powrót utworzyć podwójnej helisy. Jeżeli jednak DNA ochładza się powoli, to małe komplementarne obszary przeciwnych nici DNA mogą się łączyć, dając krótkie obszary podwójnej helisy. Po takiej inicjacji pozostała część helisy szybko ulega renaturacji.